# 삼송동
삼송동(三松洞)은 경기도 고양시 덕양구에 있는 동이다.

## 개요
삼송동은 고양시청이 있는 원당에서 보았을 때 동쪽 방향에 있는 마을이다. 삼송역이 있으며, 오금동 전역과 지축동 일부와 함께 행정동 삼송동에 포함되어 있다. 삼송동은 행정동 전역의 중심마을로서 교육기관과 농협, 도서관 등 대부분의 기관과 관공서가 밀집되어 있다. 창릉천이 마을의 동쪽을 지나며 멀리 북한산이 보이는 곳에 삼송동이 자리해 있다. 창릉천 위의 덕수교 사이를 두고 법정동인 동산동과 경계를 이루기도 한다. 삼송동은 먼저 주택들이 삼송역과 학교, 그리고 창릉천 사이에 자리해 있으며 이외에도 세수리 마을, 달걀부리마을 등으로 이루어져 있다. 2010년대 들어서 삼송택지개발지구가 완료되어 아파트 단지가 많이 들어섰다.
오금동에는 오랜 기간 동안 개발이 제한되어 있어 오래된 주택들이 많다. 주민들은 원당이나 일산의 상권보다는 주로 구파발, 연신내, 불광동과 같은 서울 지역의 상권을 이용하고 있다. 삼송동과 산, 고개를 사이에 두고 있는 오금동은 대부분의 지역이 그린벨트에 속해 있어 크게 도시화된 마을은 없으며 자연촌락의 형태를 유지하고 있다. 이 마을의 집들은 오금천과 주변 야산들 사이에 위치해 있으며 대부분이 단독주택으로 만들어져 있다. 마을의 주택들은 하촌, 중촌, 상촌, 큰골 마을로 나뉘며 이외에도 새마을, 당고말, 독정, 삼막골 등의 자연 촌락이 위치해 있다. 오금동은 주로 오금천 주변에 여러 집들이 밀집되어 있으며 토박이 주민들이 비교적 많은 비율을 차지하고 있다.
최근에는 삼송동과 그 주변에 하나로 클럽, 스타필드(동산동), 이케아(원흥동) 등이 들어와 정주 여건이 개선되었다.

## 역사

### 지명 유래
삼송동은 능역을 표시하던 세 그루의 소나무가 있었다는 데에서 유래하였다. 신도라는 이름은 1914년, 본래 양주군 신혈면이었다가 고양시로 편입된 신혈면의 ‘신’자와 고양군 하도면의 ‘도’자를 따서 신도면이 된 것에서 유래된다. 현재 신도는 서울특별시에 속한 서울신도초등학교와 같은 교육기관의 이름으로도 사용되고 있다.

### 연혁
- 1906년: 양주군 신혈면을 고양군에 편입함.
- 1914년: 부군면 통폐합에 따라 고양군 신혈면(神穴面)과 하도면(下道面), 경성부 은평면(恩平面) 북한리와 효자리를 병합하여 신도면(神道面)으로 함.
- 1967년 3월 28일: 신도면 화전리, 현천리, 덕은리, 향동리를 관할하는 화전출장소가 설치됨.
- 1973년 7월 1일: 신도면 구파발리, 진관내리, 진관외리를 서울특별시에 편입하고, 나머지 지역을 신도읍(神道邑)으로 승격함.
- 1985년 10월 1일: 신도읍 화전출장소가 화전읍으로 분리됨.
- 1992년 2월 1일: 고양시 설치에 따라 종전의 고양군 신도읍 오금리, 삼송리 및 지축리 일부를 관할하는 행정동 신도동(神道洞)이 설치됨.
- 2017년 12월 18일: 신도동주민센터를 원흥동으로 이전함.
- 2018년 7월 1일: 신도동의 동명을 삼송동으로 변경함.[3]
- 2019년 9월 9일: 삼송동행정복지센터를 다시 삼송동으로 이전함.
- 2022년 1월 3일: 삼송동을 삼송1동, 삼송2동으로 분동하고, 삼송2동의 관할구역으로 흥도동의 일부를 편입함.[4]

## 법정동

### 삼송1동
- 지축동 일부
- 오금동(梧琴洞)
- 삼송동 일부

### 삼송2동
- 원흥동 일부
- 삼송동 일부

## 교육
- 삼송초등학교
- 원흥초등학교
- 오금초등학교
- 고양중학교
- 고양고등학교

## 주거
| 단지명                           | 시행사                                       | 건설사       | 주소                         | 입주        | 비고 |
| -------------------------------- | -------------------------------------------- | ------------ | ---------------------------- | ----------- | ---- |
| 지축역 북한산 유보라             | 한길개발㈜                                   | 반도건설     |                              | 2019년 11월 |      |
| 지축역 센트럴 푸르지오           | 국제자산신탁㈜ ㈜에스아이리얼티              | 대우건설     | 덕양구 지축로 55 (지축동)    | 2019년 12월 |      |
| 지축역 한림풀에버                | 한림건설㈜                                   | 한림건설㈜   |                              | 2020년 2월  |      |
| 지축역 중흥S-클래스 북한산파크뷰 | 중흥에스클래스㈜                             | ㈜중흥토건   | 덕양구 오부자로 77 (지축동)  | 2020년 12월 |      |
| e편한세상 지축 센텀가든          | ㈜김포마송고양지축주택위탁관리부동산투자회사 | DL이앤씨     |                              | 2022년 10월 |      |
| 삼송 2차 아이파크                | 현대산업개발                                 | 현대산업개발 | 덕양구 세솔로 73 (삼송동)    | 2015년 8월  |      |
| 삼송 로얄듀크                    | 동원개발                                     | 동원개발     |                              | 2012년 9월  |      |
| 삼송 스타클래스                  | 공무원연금공단                               | 극동건설     | 덕양구 덕수천1로 59 (삼송동) | 2014년 12월 |      |

## 교통

### 도로
- 지방도 제356호선
- 지방도 제363호선

### 철도
- ● 수도권 전철 3호선 원흥역, 삼송역